# Zámutov
Zámutov – wieś (obec) na Słowacji położona w kraju preszowskim, w powiecie Vranov nad Topľou. Pierwsze wzmianki o miejscowości pochodzą z 1402 roku.
Według danych z dnia 31 grudnia 2012 roku, wieś zamieszkiwały 3032 osoby, w tym 1530 kobiet i 1502 mężczyzn.
W 2001 roku rozkład populacji względem narodowości i przynależności etnicznej wyglądał następująco:
- Słowacy – 95,28%
- Czesi – 0,15%
- Romowie – 3,94%
- Ukraińcy – 0,07%
- Węgrzy – 0,04%

Ze względu na wyznawaną religię struktura mieszkańców kształtowała się w 2001 roku następująco:
- Katolicy rzymscy – 28,04%
- Grekokatolicy – 58,53%
- Ewangelicy – 7,96%
- Prawosławni – 0,11%
- Ateiści – 1,38%
- Przedstawiciele innych wyznań – 0,11%
- Nie podano – 0,78%